# لويس خورخي برييتو
لويس خورخي پرييتو (بالإسبانية: Luis Jorge Prieto) ولد في 28 نوفمبر عام 1926 ببوينس أيرس في الأرجنتين وتوفي في 31 مارس عام 1996، لسانياتي أرجنتيني عمل على تطبيق الاستبدال الصوتي في الدلاليات.